# Thomisus bonnieri
Thomisus bonnieri es una especie de araña cangrejo del género Thomisus, familia Thomisidae. Fue descrita científicamente por Simon en 1902.

## Distribución
Esta especie se encuentra en Omán.